# Steven & Coconut Treez
Steven & Coconut Treez ist eine indonesische Reggae-Band aus Jakarta. Die Band wurde 2005 gegründet. Ihre Mitglieder sind Teguh (Gitarre), Rival (Bass), Iwan (Keyboard) und Aci (Schlagzeug). Ihr erstes Album The Other Side wurde im Jahr 2005 veröffentlicht. 2010 veröffentlichte die Band das Album Feel the Vibration unter ihrem neuen Namen Steven Jam.

## Diskografie
Alben
- 2005: The Other Side
- 2006: Easy Going
- 2008: Good Atmosphere
- 2010: Feel the Vibration